# Europska prvenstva u softbolu
Europska prvenstva u softbolu se održavaju svake druge godine od 1993. u organizaciji Europske softbolske federacije (ESF).
Organizatori tj. domaćini prvenstava su ili gradovi ili neke od europskih država.

## Rezultati prvenstava
| Godina | Domaćin                   | Zlato      | Srebro     | Bronca          |
| ------ | ------------------------- | ---------- | ---------- | --------------- |
| 2007.  | Beveren, Belgija          | Češka      | Danska     | Nizozemska      |
| 2005.  | Nijmegen, Nizozemska      | Češka      | Danska     | Nizozemska      |
| 2003.  | Chočen, Češka             | Nizozemska | Češka      | Uj. Kraljevstvo |
| 2001.  | Antwerpen/Anvers, Belgija | Češka      | Nizozemska | Uj. Kraljevstvo |
| 1999.  | Prag, Češka               | Češka      | Nizozemska | Danska          |
| 1997.  | Bussum, Nizozemska        | Češka      | Danska     | Nizozemska      |
| 1995.  | Hørsholm, Danska          | Nizozemska | Danska     | Češka           |
| 1993.  | Prag, Češka               | Nizozemska | Danska     | Češka           |

## Vječna ljestvica
(po stanju nakon europskog prvenstva 2007.)
Tablica osvajača europskih odličja po državama.
| Država          | Zlato | Srebro | Bronca | Ukupno |
| --------------- | ----- | ------ | ------ | ------ |
| Češka           | 5     | 1      | 2      | 8      |
| Nizozemska      | 3     | 2      | 3      | 8      |
| Danska          | 0     | 5      | 1      | 6      |
| Uj. Kraljevstvo | 0     | 0      | 2      | 2      |

## Vanjske poveznice
- Europska softball federacija